# Flagellozetes porosus
Flagellozetes porosus är en kvalsterart som beskrevs av Balogh 1970. Flagellozetes porosus ingår i släktet Flagellozetes och familjen Galumnidae.

## Underarter
Arten delas in i följande underarter:
- F. p. porosus
- F. p. indicus